# Liste der Biografien/Bred
Liste der Biografien |
Portal Biografien |
Personensuche
# |
A |
B |
C |
D |
E |
F |
G |
H |
I |
J |
K |
L |
M |
N |
O |
P |
Q |
R |
S |
T |
U |
V |
W |
X |
Y |
Z |
?
 
Ba |
Be |
Bd |
Bg |
Bh |
Bi |
Bj |
Bl |
Bm |
Bn |
Bo |
Br |
Bs |
Bu |
Bw |
By |
Bz
 
Bra |
Brc |
Brd |
Bre |
Brg |
Bri |
Brj |
Brk |
Brl |
Brn |
Bro |
Brp–Brt |
Bru |
Brv |
Bry |
Brz
 
Brea |
Breb |
Brec |
Bred |
Bree |
Bref |
Breg |
Breh |
Brei |
Brej |
Brek |
Brel |
Brem |
Bren |
Breo |
Brep |
Breq |
Brer |
Bres |
Bret |
Breu |
Brev |
Brew |
Brex |
Brey |
Brez
Die Liste der Biografien führt alle Personen auf, die in der deutschsprachigen Wikipedia einen Artikel haben. Dieses ist eine Teilliste mit 214 Einträgen von Personen, deren Namen mit den Buchstaben „Bred“ beginnt.

## Bred

### Breda
- Breda Kolff, Jan van (1894–1976), niederländischer Fußballspieler
- Breda Vriesman, Els van (* 1941), niederländische Juristin und Sportfunktionärin
- Breda, Carl Frederik von (1759–1818), schwedischer Porträtmaler
- Breda, Giovanni Battista (1931–1992), italienischer Degenfechter
- Breda, Johann Rudolf von († 1640), schwedischer Oberst und Militärkommandant von Magdeburg
- Breda, Lukas von (1676–1752), schwedischer Porträt-, Historien- und Landschaftsmaler
- Breda, Valério (1945–2020), italienischer Ordensgeistlicher, römisch-katholischer Bischof von Penedo
- Bredael, Annelies (* 1965), belgische Ruderin
- Bredael, Jan Pieter van der Jüngere (1683–1735), flämischer Maler
- Bredahl, Christian Hviid (1784–1860), dänischer Schriftsteller
- Bredahl, Jimmi (* 1967), dänischer Boxer im Superfedergewicht und Weltmeister der WBO
- Bredahl, Johnny (* 1968), dänischer Boxer
- Bredahl, Peter (1681–1756), dänisch-norwegischer Seeoffizier in russischen Diensten, zuletzt Vizeadmiral
- Bredahl, Peter von († 1776), russisch-deutscher Hofbeamter in der Großfürstlichen Zeit
- Bredahl, Thomas (* 1980), dänischer Sänger und GitarristThomas Bredahl (* 1980)

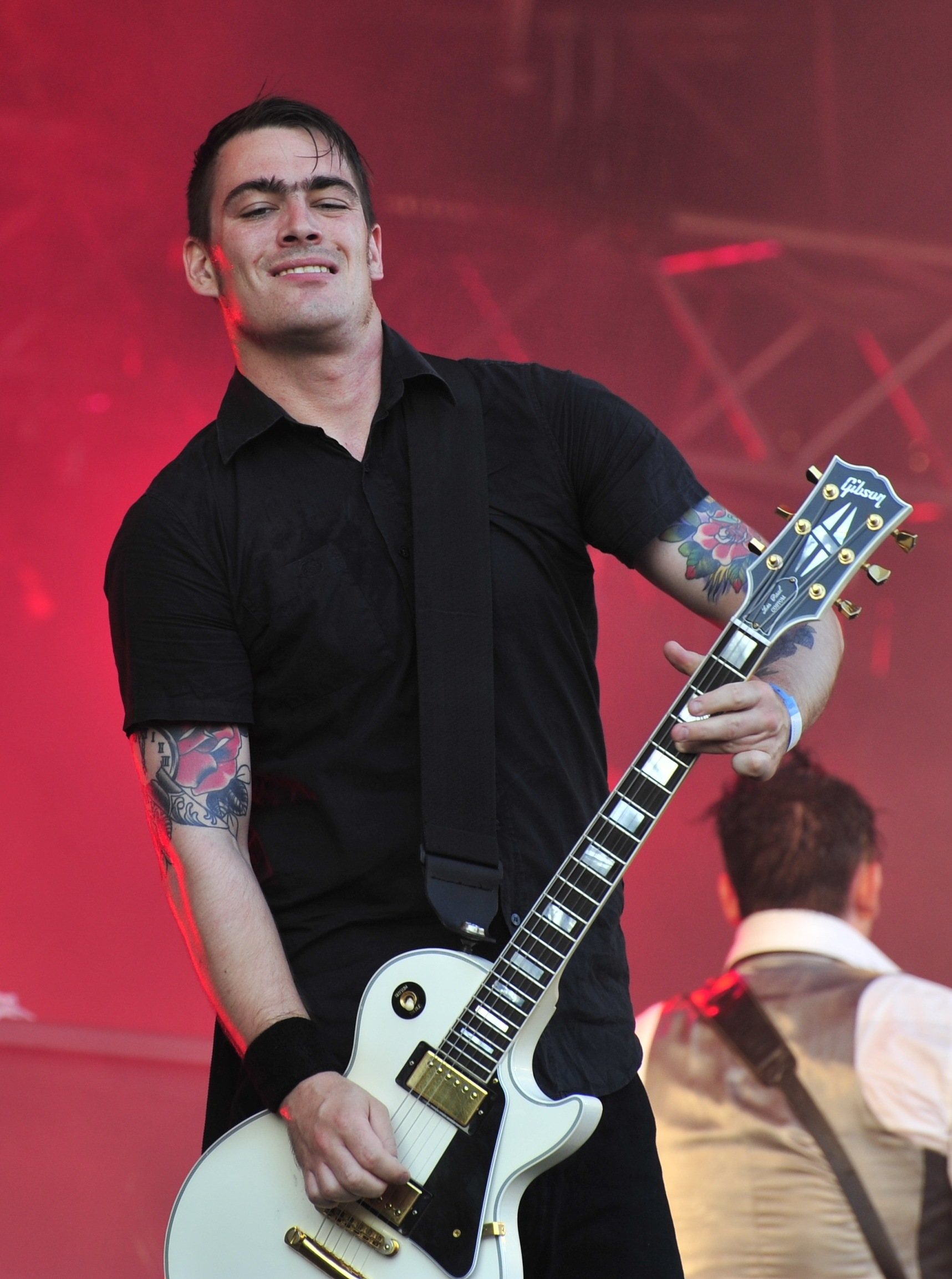
Thomas Bredahl (* 1980)

- Bredal, Anne Margrethe (1655–1729), dänische Autorin und „gelehrte Frau“
- Bredal, Ivar Fredrik (1800–1864), dänischer Dirigent und Komponist
- Bredau, Andreas (* 1984), deutscher Bobsportler
- Bredau, Jean Paul (* 1999), deutscher Sprinter
- Bredaz, Robert (1892–1952), Schweizer Politiker (FDP)

### Bredd
- Breddin, Gustav (1864–1909), deutscher Schulleiter und Entomologe

### Brede
- Brede, Albrecht (1834–1920), deutscher Komponist
- Brede, Auguste (1784–1859), deutsch-österreichische Schauspielerin
- Brede, Helmut (1935–2025), deutscher Wirtschaftswissenschaftler und Hochschullehrer
- Brede, Herbert (1888–1942), estnischer Generalmajor
- Brede, Hermann (1923–2023), deutscher Architekt
- Brede, Julius († 1849), deutscher Schriftsteller und Schachkomponist
- Brede, Lennart (* 1975), deutscher Ex-Rapper, Regisseur und Photograph
- Brede-Hoffmann, Ulla (* 1950), deutsche Politikerin (SPD), MdL
- Bredebusch, Peter, deutscher Tauchlehrer und Autor
- Bredeck, Michael (* 1970), deutscher römisch-katholischer Geistlicher, Diözesanadministrator und Domkapitular im Erzbistum Paderborn
- Bredefeldt, Gösta (1935–2010), schwedischer Schauspieler
- Bredehoeft, John D. (1933–2023), US-amerikanischer Hydrogeologe
- Bredehöft, Susanne (* 1957), deutsche Schauspielerin und Schauspiellehrerin
- Bredehorn, Günther (* 1935), deutscher Politiker (FDP), MdB
- Bredehorn, Uwe (1938–2025), deutscher Bibliothekar
- Bredehorst, Gönül (* 1973), deutsche Politikerin (SPD), MdBB
- Bredehorst, Marlis (1956–2020), deutsche Juristin und Politikerin (Bündnis 90/Die Grünen)
- Bredekamp, Horst (* 1947), deutscher Kunsthistoriker, Professor für Kunstgeschichte
- Bredel, Gertrud (1920–1999), deutsche Laienschauspielerin
- Bredel, Ursula (* 1965), deutsche Sprachwissenschaftlerin
- Bredel, Willi (1901–1964), deutscher Schriftsteller, Politiker (KPD, SED), MdV und Präsident der Deutschen Akademie der KünsteWilli Bredel (1901–1964)

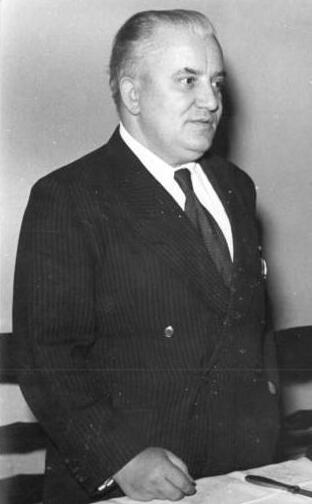
Willi Bredel (1901–1964)

- Bredelin, Georg Anton (1752–1814), deutscher Lehrer, Schulvisitator, Dichter, Musiker und Komponist
- Bredella, Lothar (1936–2012), deutscher Sprachwissenschaftler
- Bredella, Nathalie, deutsche Architektin und Architekturtheoretikerin
- Bredemann, Gustav (1880–1960), deutscher Agrarwissenschaftler und Botaniker
- Bredemeier, Christoph (1797–1852), Bürgermeister und Abgeordneter der kurhessischen Ständeversammlung
- Bredemeier, Friedrich Wilhelm (1807–1888), Gutsbesitzer und Abgeordneter des Kurhessischen Kommunallandtages
- Bredemeier, Horst (* 1952), deutscher Handballfunktionär, -trainer und -spielerHorst Bredemeier (* 1952)

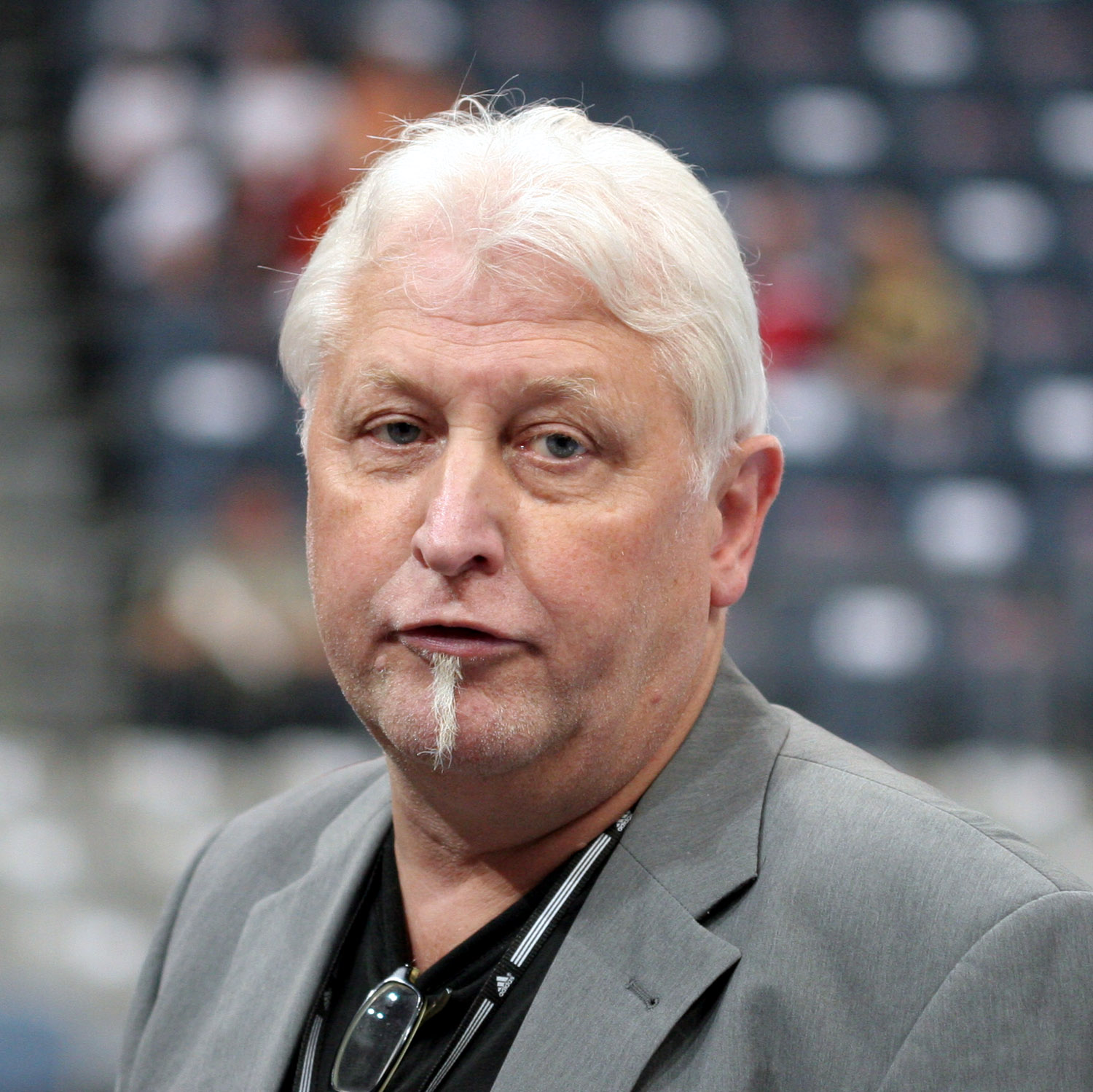
Horst Bredemeier (* 1952)

- Bredemeier, Karsten (* 1962), deutscher Coach und Rhetorik-Trainer
- Bredemers, Henry († 1522), flämischer Organist, Orgelspezialist und Musikpädagoge
- Bredemeyer, Franz (1758–1839), Gärtner in Wien
- Bredemeyer, Reiner (1929–1995), deutscher Komponist
- Breden, Ulrich (* 1950), deutscher Bibliothekar und Autor
- Bredenbach, Ingo (* 1959), deutscher Kirchenmusiker
- Bredenbach, Matthias (1499–1559), deutscher katholischer Humanist und Pädagoge
- Bredenbach, Tilmann (1526–1587), deutscher römisch-katholischer Geistlicher und Theologe
- Bredenbeck, Julius (1907–1990), deutscher Politiker (SPD), MdL
- Bredenbeck, Martin (* 1977), deutscher Kunsthistoriker
- Bredenbreuker, Heinrich (1884–1965), deutscher Bankdirektor
- Bredenbrock, Claus (* 1947), deutscher Journalist und Filmemacher
- Bredendick, Franz (1904–1981), deutscher Ingenieur und Hochschullehrer
- Bredendieck, Hin (1904–1995), deutscher Industriedesigner und Pädagoge
- Bredendiek, Hein (1906–2001), deutscher Kunsterzieher, Maler und niederdeutscher Schriftsteller
- Bredendiek, Walter (1926–1984), deutscher Theologe und Funktionär der DDR-CDU
- Bredenfeld, Hermann (* 1947), deutscher Fußballspieler
- Bredenkamp, Conrad Justus (1847–1904), deutscher evangelischer Theologe
- Bredenkamp, Johann Wilhelm (1798–1859), deutscher Jurist und Bremer Senator
- Bredenkamp, Jürgen (* 1939), deutscher Psychologe
- Bredenoord, Annelien (* 1979), niederländische Medizinethikerin, Hochschullehrerin und Politikerin
- Breder, Andrea (* 1964), deutsche Hoch- und Weitspringerin
- Breder, Anton (1925–1989), deutscher Leichtathlet
- Breder, Dennis (* 1980), deutscher Schachspieler und -trainer
- Breder, Paul (1899–1986), deutscher Bergmann und Autor
- Breder, Reinhard (1911–2002), deutscher SS-Offizier in der Einsatzgruppe A, Leiter der Gestapo in Frankfurt am Main
- Bredereck, Hellmut (1904–1981), deutscher Chemiker
- Bredereck, Karl (* 1935), deutscher Chemiker
- Bredereck, Paul (1877–1931), deutscher Politiker (DkP, DNVP, GDFP, NSFP), Rechtsanwalt und Teilnehmer am Kapp-Putsch 1920
- Brederlo, Friedrich Wilhelm (1779–1862), deutsch-baltischer Kaufmann, Ratsherr der Stadt Riga, Kunstsammler und Mäzen
- Brederlow, Bonaventura von (1791–1867), preußischer Generalmajor
- Brederlow, Hans Joachim von (1858–1920), deutscher Majoratsbesitzer und Politiker, MdR
- Brederlow, Rolf (1961–2024), deutscher SchauspielerRolf Brederlow (1961–2024)

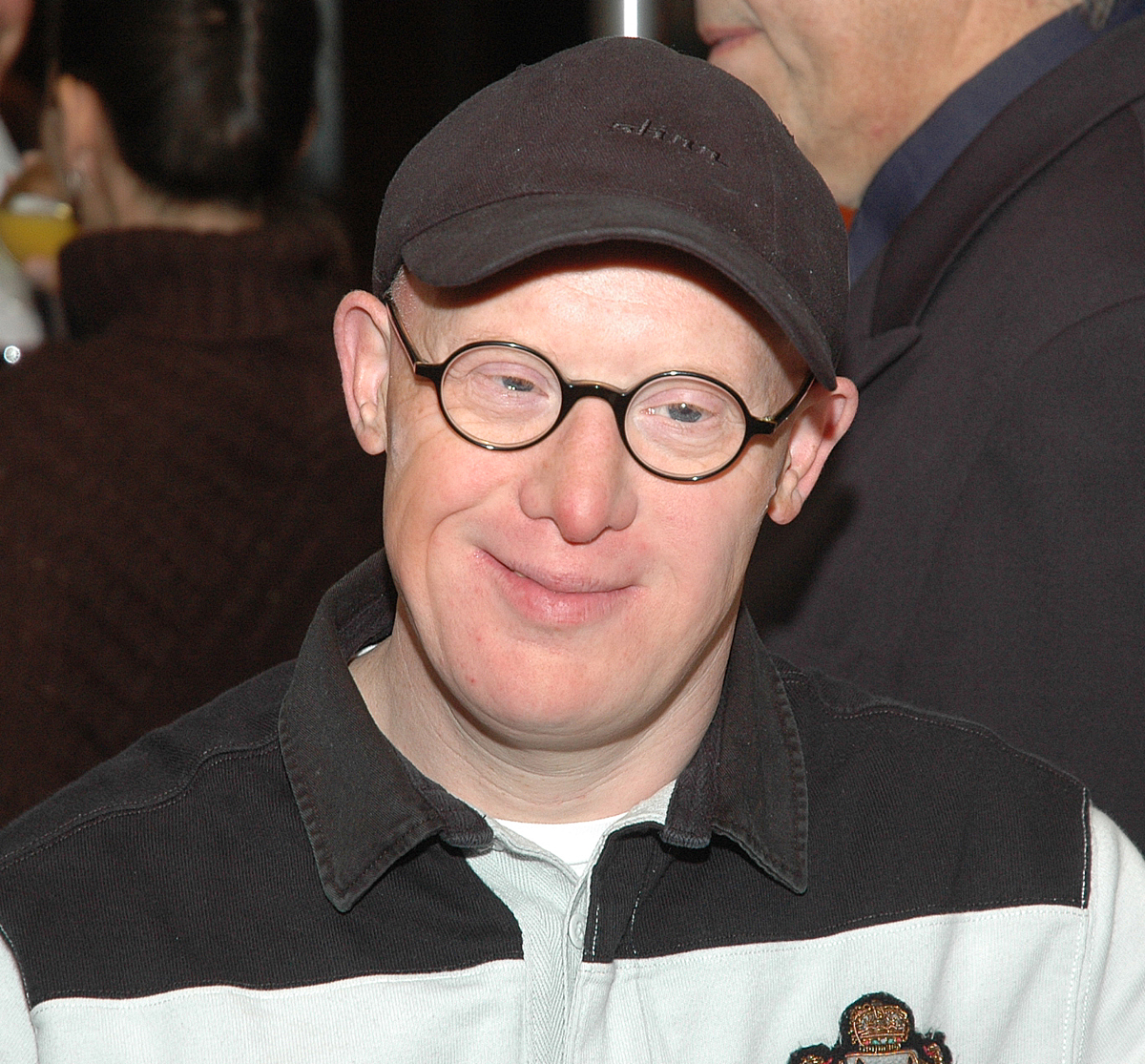
Rolf Brederlow (1961–2024)

- Brederlow, Tido von (1873–1934), deutscher Offizier, zuletzt Generalmajor der Reichswehr
- Bredero, Gerbrand (1585–1618), niederländischer Schriftsteller
- Brederode, Heinrich von (1531–1568), Vorkämpfer für die Befreiung der Niederländer von der spanischen Herrschaft
- Brederode, Johann Wolfart van (1599–1655), Feldmarschall der Niederlande
- Brederode, Karel Hendrik van (1827–1897), niederländischer Architekt
- Brederode, Lancelot von († 1573), niederländischer Edelmann und Geusenführer
- Brederode, Myron van (* 2003), niederländischer Fußballspieler
- Brederode, Reinoud II. van (1415–1473), niederländischer Edelmann
- Brederode, Reinoud III. van (1492–1556), niederländischer Edelmann
- Brederode, Wolfert (* 1974), niederländischer Pianist und Komponist
- Bredesen, Eirik (* 1969), norwegischer Skispringer
- Bredesen, Espen (* 1968), norwegischer Skispringer
- Bredesen, Harald (1918–2006), lutherischer Pastor und Persönlichkeit der charismatischen Bewegung
- Bredesen, Phil (* 1943), amerikanischer Politiker
- Bredesen, Trond Arne (* 1967), norwegischer Nordischer Kombinierer
- Bredetzky, Samuel (1772–1812), evangelischer Superintendent und Schriftsteller
- Bredewold, Mischa (* 2000), niederländischer RadrennfahrerinMischa Bredewold (* 2000)

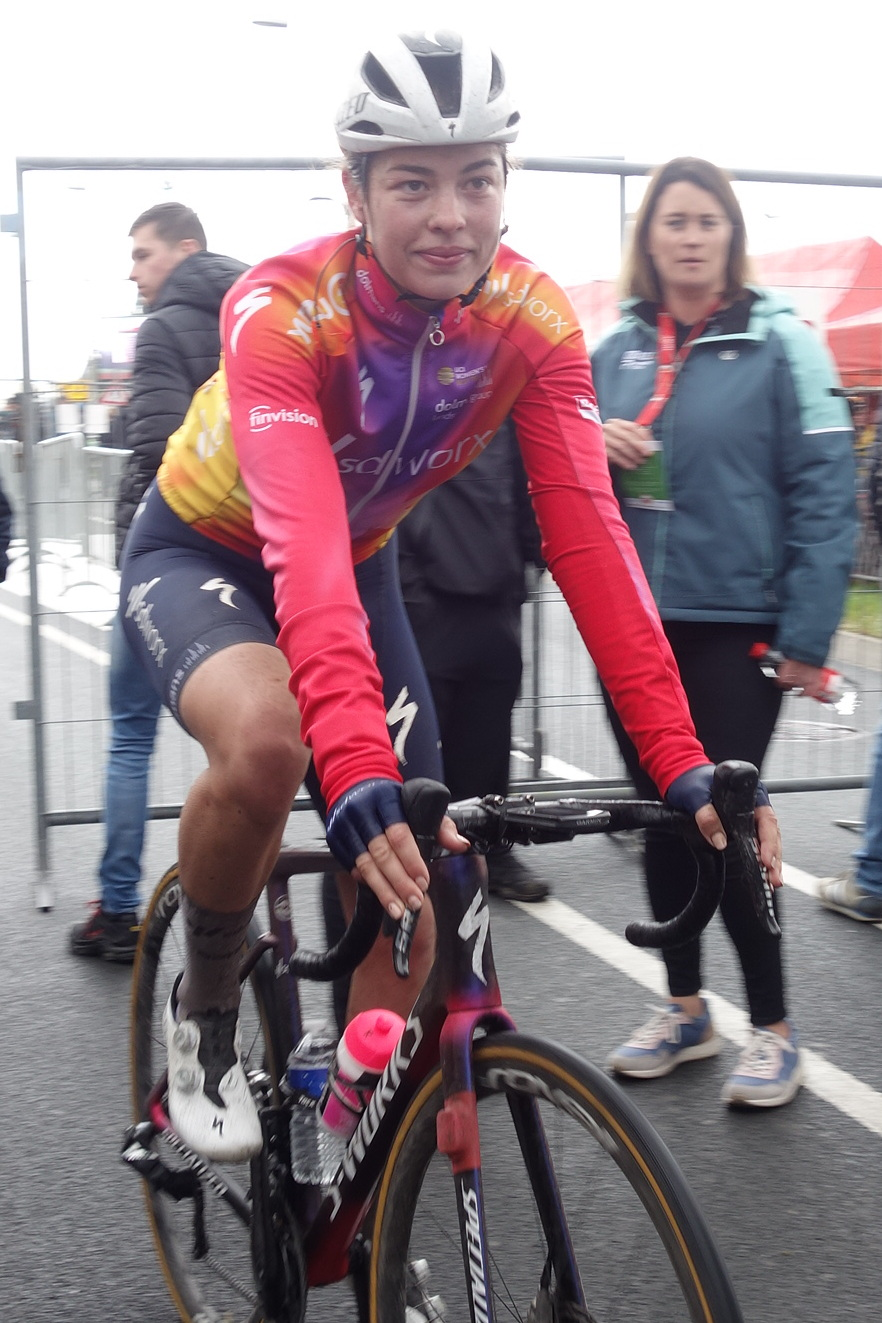
Mischa Bredewold (* 2000)

### Bredg
- Bredgaard, Sofie (* 2002), dänische Fußballspielerin

### Bredi
- Brédice, Rinaldo Fidel (1932–2018), argentinischer Geistlicher, römisch-katholischer Bischof von Santa Rosa
- Brediceanu, Mihai (1920–2005), rumänischer Komponist, Dirigent und Musikwissenschaftler
- Brediceanu, Tiberiu (1877–1968), rumänischer Komponist und Politiker
- Bredichin, Fjodor Alexandrowitsch (1831–1904), russischer Astronom
- Bredig, Georg (1868–1944), deutscher Physikochemiker
- Bredika, Līva (* 1986), lettische Volleyball- und Beachvolleyballspielerin
- Brėdikis, Jurgis (1929–2021), litauischer Kardiochirurg und Diplomat
- Bredin, David (* 1973), deutscher Schauspieler
- Bredin, Frédérique (* 1956), französische Politikerin
- Bredin, Jean-Denis (1929–2021), französischer Rechtsanwalt und Schriftsteller
- Bredin, Patricia (1935–2023), britische Sängerin, Schauspielerin und Buchautorin
- Bredius, Abraham (1855–1946), niederländischer Kunsthistoriker und Museumsdirektor

### Bredl
- Bredl, Johannes (* 1982), deutscher Skilangläufer
- Bredl, Michael (1915–1999), deutscher Volksmusiker
- Bredl, Natascha (* 1991), österreichische Tennisspielerin
- Bredl, Otto (1928–1985), deutscher Jazz- und Unterhaltungsmusiker
- Bredl, Rob (* 1950), australischer Dokumentarfilmer, Wildparkbesitzer und Reptilienspezialist
- Bredl, Wenzel (1924–2003), deutscher Gewerkschafter und Politiker (SPD), MdB
- Bredlinger, Caroline (* 2001), österreichische Leichtathletin
- Bredlinger, Ursula (* 1973), österreichische Marathonläuferin
- Bredlow, Fabian (* 1995), deutscher FußballtorhüterFabian Bredlow (* 1995)

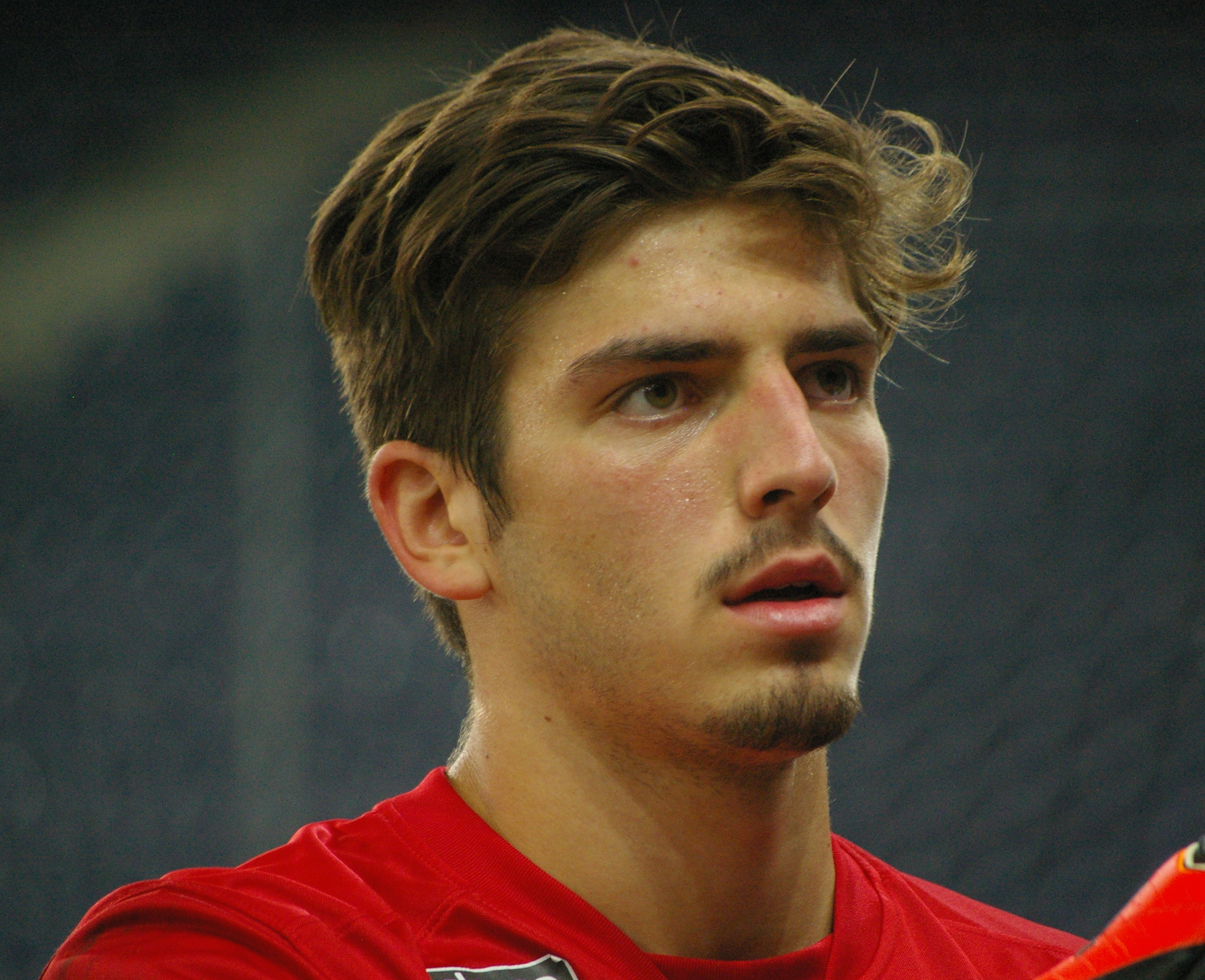
Fabian Bredlow (* 1995)

### Bredm
- Bredmose, Hans (1888–1958), dänischer Turner

### Bredn
- Brednich, Rolf Wilhelm (1935–2023), deutscher Volkskundler
- Brednow, Walter (1896–1976), deutscher Internist

### Bredo
- Bredohl, Manfred (1944–2002), deutscher Kunstschmied und Diplom-Designer
- Bredohl, Tobias (* 1974), deutscher Pianist und Kirchenmusiker
- Bredol, Leonard (* 2000), deutscher Fußballspieler
- Bredon, Glen (1932–2000), US-amerikanischer Mathematiker
- Bredow, Adalbert von (1814–1890), preußischer Generalleutnant
- Bredow, Albert (1828–1899), deutscher Landschaftsmaler und Bühnenbildner in Russland
- Bredow, Anatol Graf von (1859–1941), deutscher General der Kavallerie
- Bredow, Asmus Ehrenreich von (1693–1756), preußischer Adliger und Offizier
- Bredow, Barbara (* 1937), deutsche Künstlerin
- Bredow, Bernard von (1959–2021), deutscher AmateurwissenschaftlerBernard von Bredow (1959–2021)

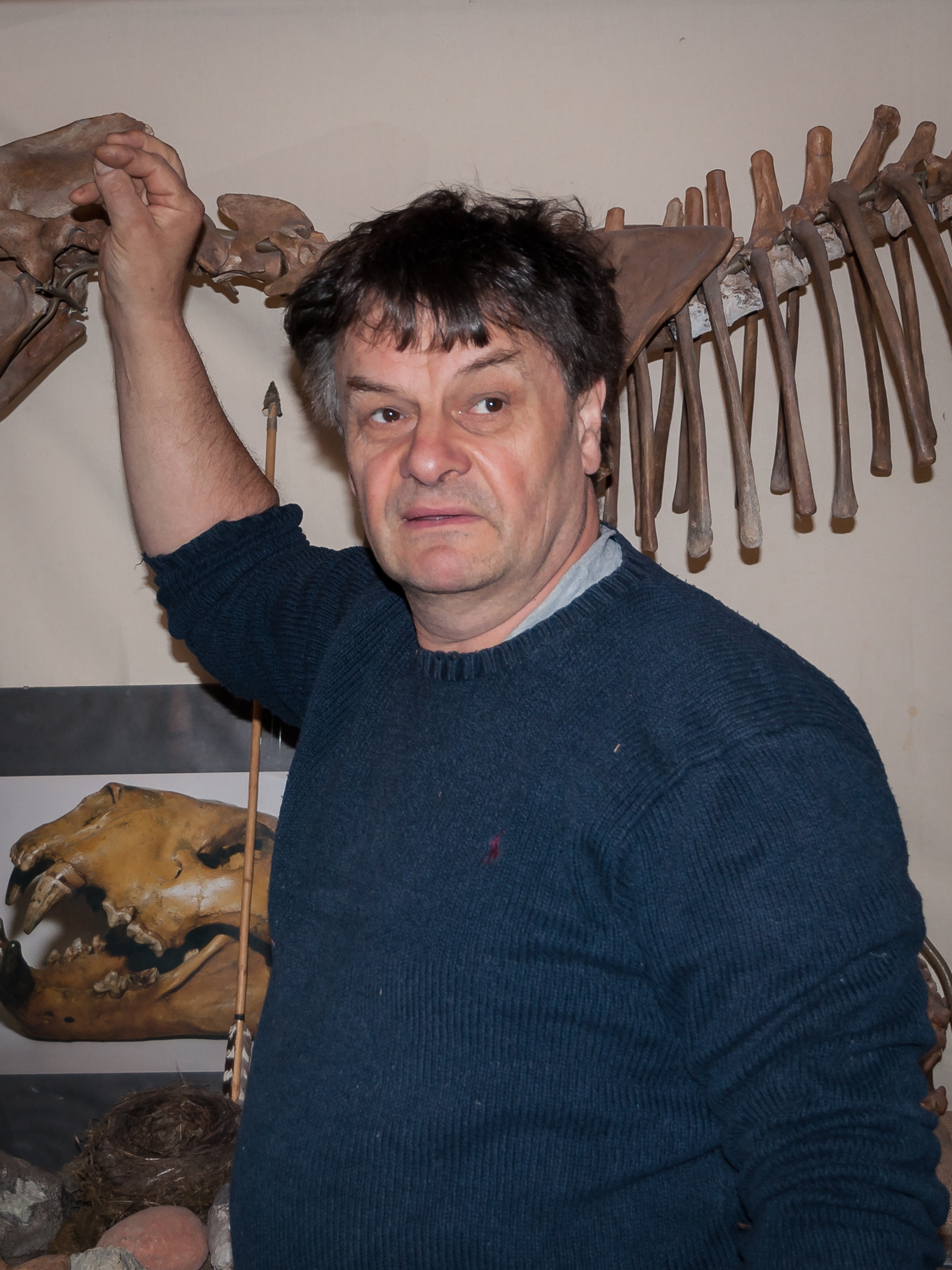
Bernard von Bredow (1959–2021)

- Bredow, Bernhard von (1842–1918), preußischer Generalleutnant
- Bredow, Carl Wilhelm von (1682–1761), preußischer Generalmajor, Chef eines Garnisonsregiments, Kommandant von Stettin
- Bredow, Christoph August von (1780–1844), deutscher Agrarexperte und Gutsbesitzer
- Bredow, Christoph von (1930–2016), deutscher Politiker (CDU), MdL
- Bredow, Claus von (1850–1913), preußischer Generalmajor und Militärhistoriker
- Bredow, Dietrich von (1768–1836), preußischer Landrat und Gutsbesitzer
- Bredow, Emanuel Friedrich von (1732–1780), preußischer Militär und Adeliger
- Bredow, Ernst von (1834–1900), deutscher Rittergutsbesitzer und Politiker, MdR, Landrat
- Bredow, Ernst Wilhelm von (1709–1755), preußischer Minister
- Bredow, Eva von (1904–1979), deutsche Leichtathletin
- Bredow, Felix von (* 1986), deutscher Schauspieler
- Bredow, Ferdinand von (1884–1934), deutscher Generalmajor der ReichswehrFerdinand von Bredow (1884–1934)

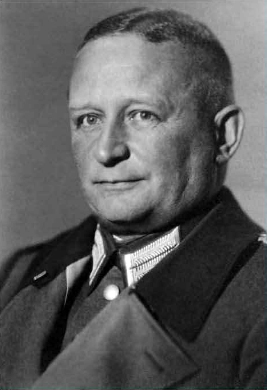
Ferdinand von Bredow (1884–1934)

- Bredow, Friedrich Ludwig Wilhelm von (1763–1820), deutscher Gutsbesitzer
- Bredow, Friedrich Siegmund von (1683–1759), preußischer Adliger und Offizier, zuletzt preußischer General der Kavallerie
- Bredow, Gabriel Gottfried (1773–1814), deutscher Schulleiter und Hochschullehrer
- Bredow, Georg Heinrich Eduard von (1810–1883), deutscher Autor und Gutsbesitzer
- Bredow, Gottfried Albrecht von (1650–1730), preußischer Adliger und Offizier
- Bredow, Gustav Adolf (1875–1950), deutscher Bildhauer und Medailleur
- Bredow, Hannah von (1893–1971), deutsche Gegnerin des Nationalsozialismus, Enkelin von Otto von Bismarck
- Bredow, Hans (1879–1959), deutscher RundfunkpionierHans Bredow (1879–1959)

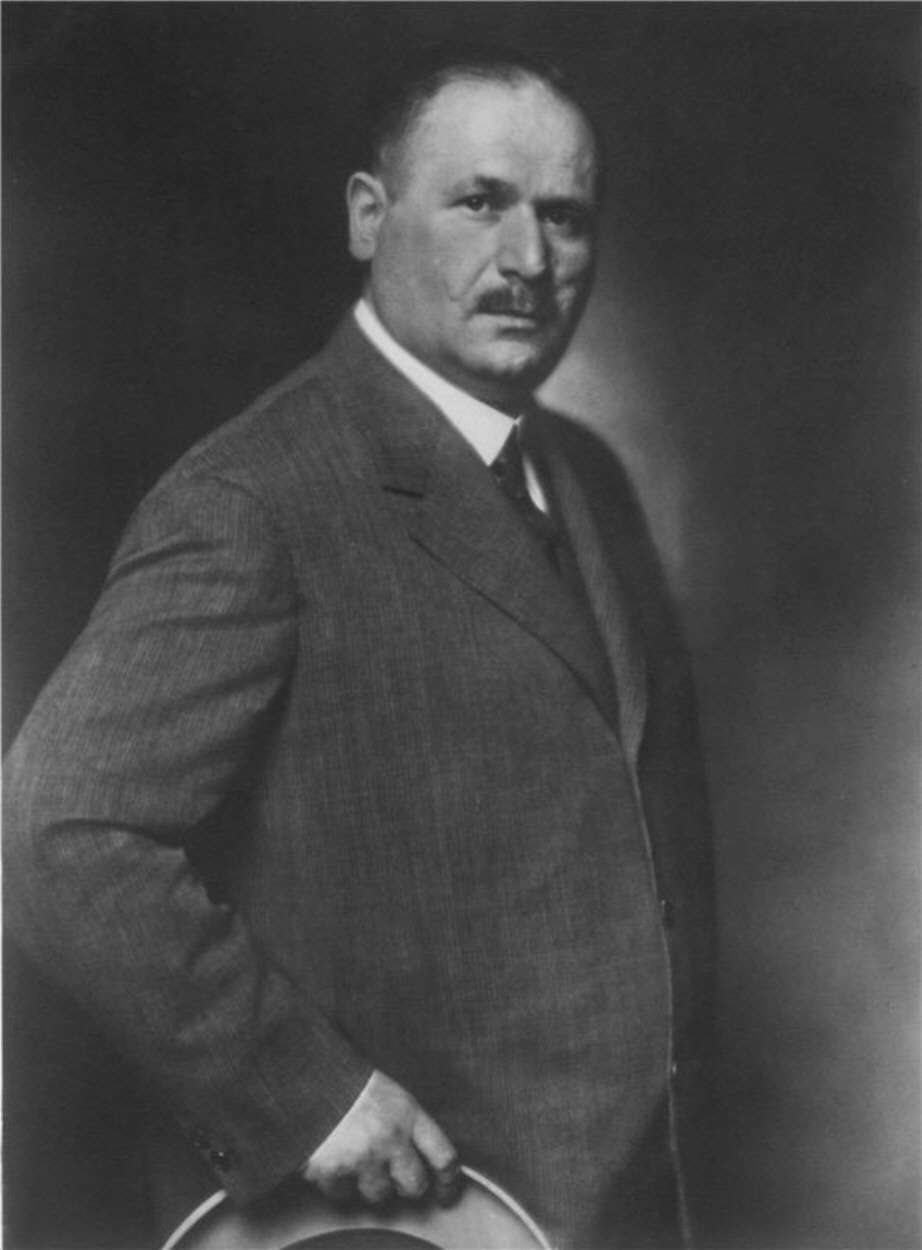
Hans Bredow (1879–1959)

- Bredow, Harald (1878–1934), deutscher Schauspieler, Drehbuchautor und Theaterregisseur
- Bredow, Hasso von (1851–1922), preußischer General der Infanterie
- Bredow, Hasso von (1883–1966), deutscher Marineoffizier, zuletzt Konteradmiral der Kriegsmarine
- Bredow, Hedwig von (1853–1932), deutsche Verbandsfunktionärin und Autorin
- Bredow, Henning August von (1774–1832), deutscher Oberforstmeister, Landrat, Gutsbesitzer und Direktor der sächsischen Weinbaugesellschaft
- Bredow, Hermann von (1893–1954), deutscher Marineoffizier, Konteradmiral der Kriegsmarine
- Bredow, Ilse von (1922–2014), deutsche Schriftstellerin
- Bredow, Ingo von (1939–2015), deutscher Regattasegler
- Bredow, Iris von (1948–2018), deutsche Althistorikerin, Übersetzerin und Romanautorin
- Bredow, Jakob Friedrich von (1702–1783), preußischer Generalmajor
- Bredow, Joachim Heinrich von (1643–1705), kurbrandenburgischer Generalmajor, zuletzt Kommandant der Festung Friedrichsburg bei Danzig
- Bredow, Joachim Leopold von (1699–1759), preußischer Adliger und Offizier
- Bredow, Joachim von (1858–1914), deutscher Konteradmiral der Kaiserlichen Marine
- Bredow, Joachim von (1867–1941), deutscher Rittergutsbesitzer und Parlamentarier
- Bredow, Joachim von (1872–1926), deutscher Verwaltungsbeamter, Parlamentarier und Rittergutsbesitzer
- Bredow, Kaspar Ludwig von (1685–1773), preußischer Generalleutnant, Lehrmeister des Kronprinzen Friedrich
- Bredow, Katarina von (* 1967), schwedische SchriftstellerinKatarina von Bredow (* 1967)

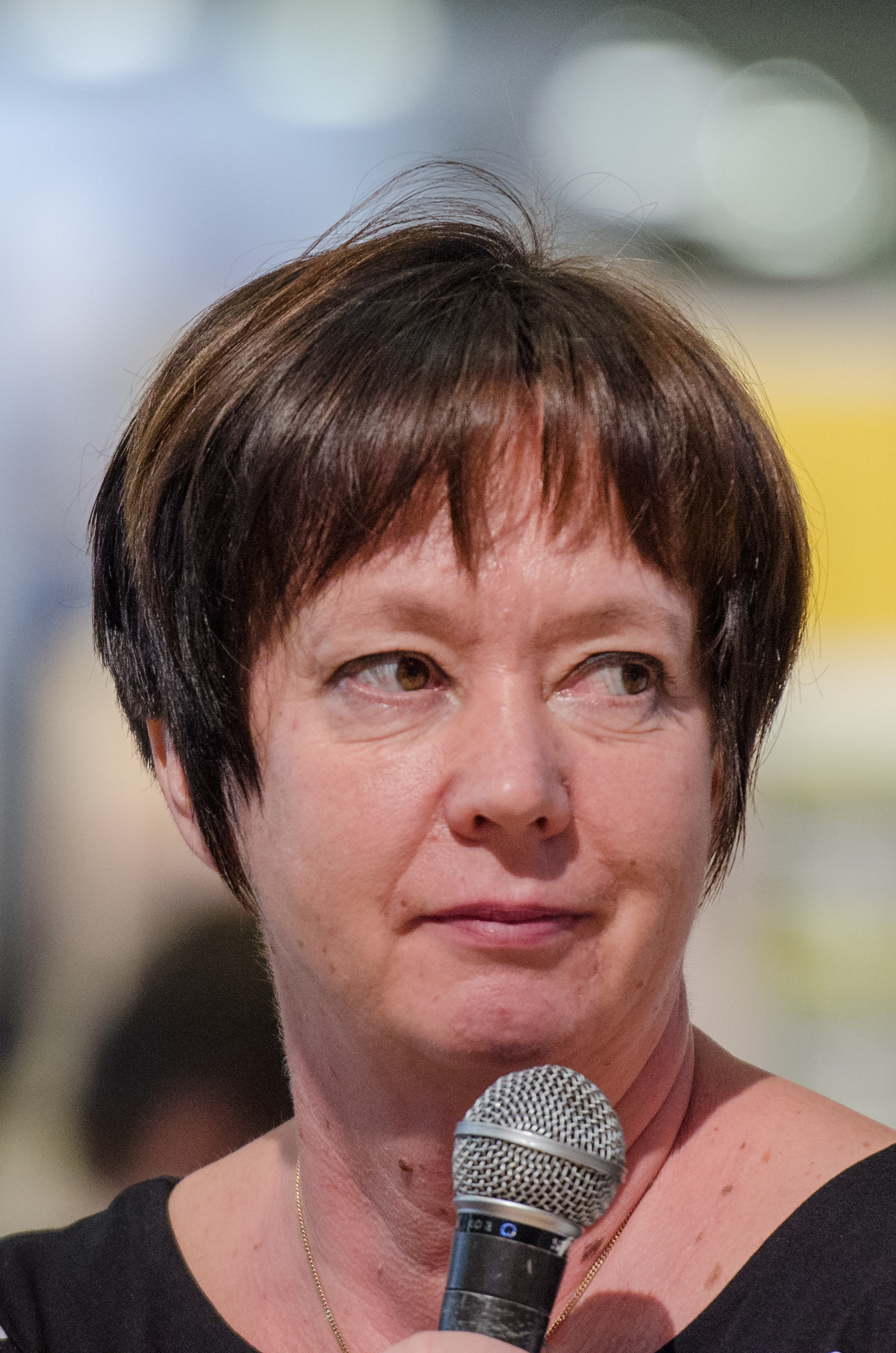
Katarina von Bredow (* 1967)

- Bredow, Kuno Ernst von (1663–1725), preußischer Militär und Adliger
- Bredow, Leopold Bill von (* 1933), deutscher Jurist und Diplomat
- Bredow, Ludwig, Kreisgerichtsrat in Dramburg und Mitglied des Ersten und Zweiten Vereinigten Landtages
- Bredow, Ludwig von (1790–1852), preußischer Oberbergrat und deutscher Gutsbesitzer
- Bredow, Ludwig von (1825–1877), Landrat, Reichstagsabgeordneter
- Bredow, Maria von (1899–1958), deutsche Landwirtin und Politikerin
- Bredow, Mathias Christoph von (1685–1734), preußischer Beamter
- Bredow, Max von (1817–1893), preußischer Oberst, Rittergutsbesitzer
- Bredow, Max von (1855–1918), Gutsbesitzer und preußischer Politiker
- Bredow, Moritz von (* 1963), deutscher Kinderarzt und Autor
- Bredow, Rafaela von (* 1967), deutsche Journalistin und Autorin
- Bredow, Reinhard (* 1872), deutscher Politiker (DNVP, NSDAP), MdR
- Bredow, Reinhard (* 1947), deutscher Rennrodler
- Bredow, Rob, US-amerikanischer VFX-Künstler
- Bredow, Robert (* 1885), deutscher Gewerkschafter und Politiker (SPD), MdL
- Bredow, Rudolf (1909–1973), deutscher Maler
- Bredow, Torsten (* 1966), deutscher Radsportler, nationaler Meister im Radsport
- Bredow, Traugott (1859–1928), deutscher Ministerialbeamter
- Bredow, Traugott (1889–1969), deutscher Verwaltungsbeamter
- Bredow, Uwe (* 1961), deutscher Fußballspieler
- Bredow, Wichard von (1888–1951), deutscher Verwaltungsbeamter und Kommunalpolitiker
- Bredow, Wilfried von (* 1944), deutscher Politologe
- Bredow, Wilkin Graf von (1855–1921), preußischer Politiker
- Bredow, Wolf von (1834–1920), deutscher Gutsbesitzer und Politiker, MdR
- Bredow-Buchow-Carpzow, Karl von (1832–1904), preußischer Politiker
- Bredow-Ihlow, Adolf von (1763–1852), Stifter des Hauses Ihlow und Herr auf Wölsickendorf, Ringenwalde und Buchow-Karpzow
- Bredow-Werndl, Jessica von (* 1986), deutsche DressurreiterinJessica von Bredow-Werndl (* 1986)

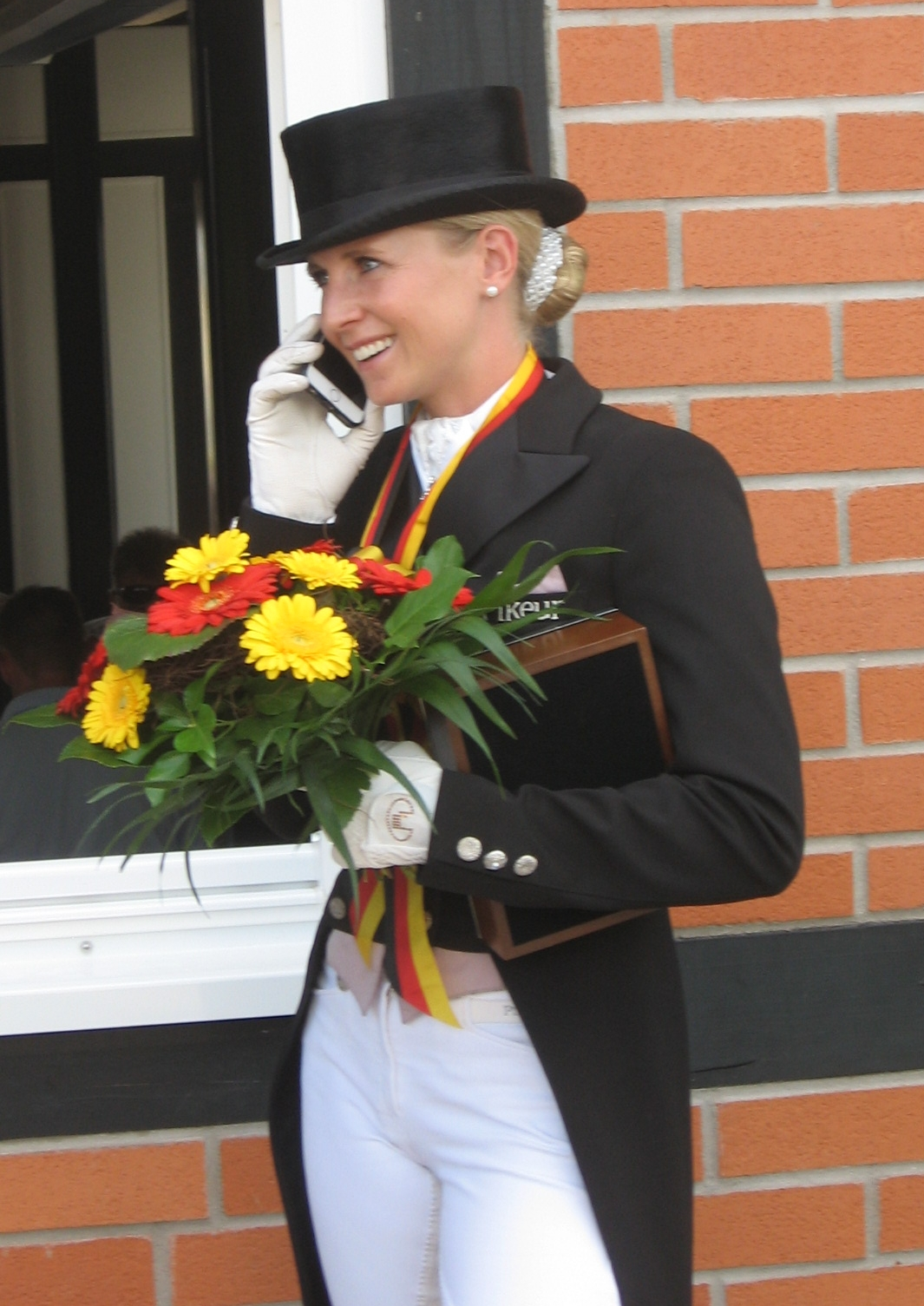
Jessica von Bredow-Werndl (* 1986)

### Breds
- Bredschneider, Willy (1889–1937), österreichischer Komponist und Dirigent
- Bredsdorff, Bodil (* 1951), dänische Kinderbuchautorin
- Bredsdorff, Thomas (* 1937), dänischer Literaturhistoriker, -kritiker und Hochschullehrer
- Bredsdorff-Larsen, Peter (* 1967), dänischer Handballspieler und -trainer

### Bredt
- Bredt, Ernst Wilhelm (1869–1938), deutscher Kunsthistoriker
- Bredt, Ferdinand Max (1860–1921), deutscher Maler des Orientalismus
- Bredt, Friedrich Wilhelm (1781–1839), deutscher Textilunternehmer und Kommunalpolitiker in Barmen sowie Vorfahre einer Fabrikanten-, Juristen- und Politikerfamilie
- Bredt, Heinrich (1906–1989), deutscher Arzt und Pathologe sowie Präsident der Akademie der Wissenschaften und der Literatur
- Bredt, Jacob (1811–1860), deutscher Theologe, Regierungsbeamter, Bergbauindustrieller und Politiker
- Bredt, Johann Viktor (1879–1940), deutscher Staatsrechtler und Politiker (WP), MdR
- Bredt, Julius (1855–1937), deutscher Chemiker
- Bredt, Marcus (* 1968), deutscher Fotograf
- Bredt, Meinhardt (1758–1840), deutscher Lokalpolitiker, Bürgermeister in Elberfeld
- Bredt, Otto (1888–1973), deutscher Unternehmensberater und Wirtschaftsprüfer
- Bredt, Rudolf (1842–1900), deutscher Maschinenbauingenieur und Unternehmer
- Bredt, Wilhelm August (1817–1895), preußischer Verwaltungsbeamter und Politiker